# Wayne Brabender
Wayne Brabender, né le 6 octobre 1945 à Montevideo (Minnesota), est un joueur de basket-ball américain puis naturalisé espagnol

## Biographie
Choisi par les Warriors de Philadelphie lors du 4e tour de la Draft 1967 de la NBA, il rejoint l'Europe pour évoluer au Real Madrid. Au côté entre autres de Emiliano Rodriguez, il fait partie de la période faste du Real. Avec son club, il remporte quatre Coupe des clubs champions en 1967, 1968, 1974 et 1978, participant également à deux finales dans cette compétition.
Sur la péninsule ibérique, il remporte treize titres de champion d'Espagne et sept coupes d'Espagne.
Le 22 mai 1968, il obtient la nationalité espagnole. Sous les couleurs de l'Équipe d'Espagne, il remporte la médaille d'argent lors du Championnats d'Europe 1973, compétition dont il est également nommé meilleur joueur. Il est le joueur qui marque le plus de points lors du championnat du monde 1974 à Puerto Rico avec 207 points en neuf rencontres. Toutefois, il se classe quatrième à la moyenne de points par rencontre avec 23 points, le Mexicain Arturo Guerrero dominant cette statistique avec 27.
Après sa carrière de joueur, il occupe un poste d'entraîneur. Durant cette deuxième carrière, il dirige pendant une saison son ancien club du Real.
En 2008, un comité d'expert du basket-européen, présidé par Borislav Stanković, l'a désigné pour figurer parmi les 50 personnalités les plus importantes du basket-ball européen.

## Carrière joueur
- 1967-1983 :  Real Madrid
- 1983-1985 :  Caja Madrid

## Carrière entraîneur
- 1990-1991 :  Real Madrid
- 1991-1992 :  CB Gran Canaria
- 1994-1997 :  Forum Valladolid
- 2004 :  C.B. Illescas "Superficies y Viales"

## Palmarès

### Club
compétitions internationales 
- Vainqueur de la Coupe des clubs champions 1967, 1968, 1974, 1978
- Vainqueur de la Coupe intercontinentale : 1976, 1977, 1978
- Vainqueur du Mondial des clubs : 1981

 compétitions nationales 
- Champion d'Espagne 1968, 1969, 1970, 1971, 1972, 1973, 1974, 1975, 1976, 1977, 1979
- Vainqueur de la Coupe d'Espagne 1970, 1971, 1972, 1973, 1974, 1975, 1977

### Championnats d'Europe
- Championnats d'Europe 1973
  -  Médaille d'argent

## Distinction personnelle
- Meilleur joueur de l'Eurobasket 1973